# Расселтон (Пенсільванія)
Расселтон (англ. Russellton) — переписна місцевість (CDP) в США, в окрузі Аллегені штату Пенсільванія. Населення — 1330 осіб (2020).

## Географія
Расселтон розташований за координатами 40°36′29″ пн. ш. 79°50′25″ зх. д. / 40.60806° пн. ш. 79.84028° зх. д. (40.608049, -79.840139).  За даними Бюро перепису населення США в 2010 році переписна місцевість мала площу 3,70 км², уся площа — суходіл.

## Демографія
Згідно з переписом 2010 року, у переписній місцевості мешкало 1440 осіб у 609 домогосподарствах у складі 403 родин. Густота населення становила 389 осіб/км².  Було 647 помешкань (175/км²).
Расовий склад населення:
| - 97,9 % — білих - 0,9 % — чорних або афроамериканців - 0,4 % — азіатів - 0,1 % — корінних американців |

До двох чи більше рас належало 0,4 %. Частка іспаномовних становила 0,7 % від усіх жителів.
За віковим діапазоном населення розподілялося таким чином: 19,7 % — особи молодші 18 років, 62,6 % — особи у віці 18—64 років, 17,7 % — особи у віці 65 років та старші. Медіана віку мешканця становила 45,5 року. На 100 осіб жіночої статі у переписній місцевості припадало 101,1 чоловіків;  на 100 жінок у віці від 18 років та старших — 100,2 чоловіків також старших 18 років.
Середній дохід на одне домашнє господарство  становив 57 371 долар США (медіана — 40 848), а середній дохід на одну сім'ю — 64 031 долар (медіана — 61 542). Медіана доходів становила 29 844 долари для чоловіків та 36 250 доларів для жінок. За межею бідності перебувало 9,0 % осіб, у тому числі 37,8 % дітей у віці до 18 років та 0,0 % осіб у віці 65 років та старших.
Цивільне працевлаштоване населення становило 924 особи. Основні галузі зайнятості: транспорт — 18,7 %, освіта, охорона здоров'я та соціальна допомога — 17,5 %, роздрібна торгівля — 17,0 %.